# Joyriding
Joyriding is het rijden in andermans motorvoertuig, zonder dat de eigenaar hiervoor toestemming heeft gegeven. In de meeste gevallen heeft de bestuurder geen rijbewijs.

## Strafmaat in Nederland
Op joyriding staat in Nederland een maximum gevangenisstraf van 6 maanden; minderjarigen kunnen een taakstraf opgelegd krijgen. Artikel 11 van de Wegenverkeerswet bepaalt: 'Het is verboden opzettelijk wederrechtelijk een aan een ander toebehorend motorrijtuig op de weg te gebruiken'. Artikel 176, 2 van de Wegenverkeerswet bepaalt de straf: 'overtreding van artikel 11 wordt gestraft met gevangenisstraf van ten hoogste zes maanden of geldboete van de derde categorie'.

## Strafbaarheid in België
In België is joyriding strafbaar als gebruiksdiefstal.